# Manfred Paethe
Manfred Paethe (* 1. Februar 1944 in Berlin; † 18. Mai 2014) war ein deutscher Schauspieler, der vor allem durch seine Bühnentätigkeit bekannt wurde.

## Leben
Paethe absolvierte von 1963 bis 1963 eine Schauspielausbildung bei Herma Clement in Berlin. Von 1964 bis 1972 gehörte er unter Karl-Heinz Stroux zum Ensemble des Düsseldorfer Schauspielhauses, wo er unter anderem den „Philippeau“ in Georg Büchners Dantons Tod neben Wolfgang Reichmann in der Titelrolle, den „Damis“ in Molières Tartüff sowie den „Laertes“ in William Shakespeares Hamlet, dargestellt von Helmuth Lohner, verkörperte. Ein weiteres Engagement führte Paethe von 1972 bis 1975 nach Wiesbaden. Schließlich wurde er im September 1975 festes Mitglied im Ensemble des Deutschen Theaters Göttingen, wo er bis zu seinem Eintritt in den Ruhestand am 31. Januar 2007 ein breites künstlerisches Betätigungsfeld fand. Dort spielte er Titelrollen in zahlreichen Inszenierungen wie Shakespeares Antonius und Cleopatra, Friedrich Schillers Wilhelm Tell und Anton Tschechows Platonow. 2003 wurde er in Theater heute als „einer der altgedienten Akteure des Hauses“ bezeichnet.
In Fernsehproduktionen war Paethe ein eher seltener Gast. Er trat in zwei Ausgaben der ZDF-Fernsehserie Aktenzeichen XY … ungelöst sowie der Verfilmung von Tankred Dorsts Drama Die Mohrin mit Ulli Philipp in der Titelrolle auf. Außerdem war er in verschiedenen Aufzeichnungen von Inszenierungen des Düsseldorfer Schauspielhauses zu sehen.
Paethe, der sich privat für Amnesty International engagierte, starb am 18. Mai 2014 im Alter von 70 Jahren.

## Filmografie (Auswahl)
- 1966: Prinz Friedrich von Homburg
- 1967: Die Mohrin
- 1968: Das Käthchen von Heilbronn
- 1970: Triumph des Todes oder Das große Massakerspiel